# Undisputed (альбом DMX)
Undisputed — седьмой студийный альбом американского рэпера DMX и последний, выпущенный при его жизни. Он был выпущен 11 сентября 2012 года на Seven Arts Music.

## История
11 октября 2011 года DMX выступил на BET Hip Hop Awards 2011. Он заявил, что работает «безостановочно, каждый день» над новым альбомом и планирует выпустить его до декабря 2012 года. Во время выступления в Нью-йоркском клубе Santos Party House 25 декабря 2011 года DMX заявил, что новый альбом будет называться Undisputed и выйдет 26 марта 2012 года. Это позже подтвердил DMX через свой официальный Твиттер-аккаунт, где он также подтвердил, что его первый сингл планируется выпустить в январе 2012 года. Клип на новый трек под названием «Last Hope» был выпущен через интернет 24 сентября 2011 года. Позже он была выпущен на его EP The Weight In EP и опущен из финального релиза Undisputed.
Seven Arts Entertainment Inc. недавно приобрела музыкальные активы Дэвида Мичери, которые включали в себя часть музыки DMX. DMX объявил, что Undisputed выйдет 27 марта 2012 года. Однако позже выяснилось, что DMX не планировал выпускать альбом в этот день, и эта дата была навязана ему лейблом звукозаписи. Дата выхода альбома была назначена на 26 июня 2012 года. Однако DMX объявил в Детройте, штат Мичиган, 9 июня 2012 года, что из-за лейбла звукозаписи эта дата снова будет перенесена. Затем его релиз был запланирован на 28 августа 2012 года. Позже официальный пресс-релиз лейбла перенес эту дату на 11 сентября 2012 года. Он пожертвовал первую неделю продаж альбома жертвам терактов 11 сентября. В альбоме есть только одно мужское гостевое выступление рэпера Machine Gun Kelly. Предполагалось также, что в альбом войдут Шон Кингстон, Тайриз Гибсон и Баста Раймс, но ни один из этих артистов не был включен в финальную версию

## Выпуск и продвижение
15 мая 2012 года DMX и Dame Grease выпустили предальбомный EP, который можно было бы скачать бесплатно, под названием The Weigh In с участием таких артистов, как Snoop Dogg, Big Stan и Tyrese. Он также включал в себя продюсирование рэпера и продюсера с Западного побережья Dr. Dre. Продвигая свой альбом, DMX объявил о туре в честь выхода альбома с 15 концертами по Соединенным Штатам в течение июня и начала июля, попав повсюду от Нью-Йорка до Гавайев.

## Синглы
6 января 2012 года DMX исполнил вживую первый сингл альбома «I Don’t Dance» с участием MGK в Лонг-Бич. Он был выпущен на iTunes 7 апреля 2012 года. DMX снял видео на эту песню, также с участием MGK. Он также выпустил закулисное видео. Премьера официального видео состоялась на канале MTV Jams 23 июня 2012 года, а позже оно было загружено на его аккаунт YouTube. Xzibit сделал камео появление. DMX выпустил второй сингл, «Head Up», 4 сентября 2012 года.

## Реакция критиков

### Профессиональные рейтинги
| Баллы обзора | Баллы обзора |
| Источник     | Оценка       |
| ------------ | ------------ |
| Allmusic     |              |
| Бостон Глоуб | (смешанный)  |
| RapReviews   | 6/10         |
| Теверсед     |              |
| XXL          |              |

После своего выхода Undisputed получил в целом смешанные отзывы музыкальных критиков. Кристофер Минайя из XXL сказал: «X обеспечивает больше лая, чем укуса в этом обходе, так как он часто оставляет слушателей жаждущими более лирично, в то время как выбор битов открыт для обсуждения, так как многие из них в лучшем случае находятся на грани срыва. Столь ранний пик его карьеры был даром его наследию, но проклятием его долголетию. В результате фанаты по понятным причинам ожидают ещё одной „Party Up“, но „I Don't Dance“ — это просто не то. Бесспорно демонстрирует мало впечатляющей иллюстрации X, но обновляет высокий уровень страсти и энергии, которую он преуспевает в передаче слушателям. X держался подальше от неприятностей, делая это на шоу и улучшил свои рэпы с момента взвешивания, тенденция, которую можно только пожелать, продолжается.» В смешанном обзоре Кен Капобьянко пишет для The Boston Globe «возвращаясь после многих лет саморазрушения карьеры, он не приближается к тому, чтобы вновь уловить интенсивность и славные противоречия своей лучшей работы. Несмотря на некоторые отличные удары от некоторых его продюсеров Ruff Ryder heyday, включая Swizz Beatz, MC изо всех сил пытается подключиться к угрожающему, конфронтационному лаю, который сделал его звездой»
Пит Ти из RapReviews сказал: «временами триумфальное возвращение Undisputed носит много шляп и надевает большинство из них превосходно. Здесь вы найдете его фирменные уличные гимны, изобилующие рожками и лаем, пустынные монологи в адрес молчаливого Бога и бесконечное исследование хронически конфликтного характера. Он не открывает много нового и не дает ощущения, что насильно пытается вернуть былую славу. Услышав открывалку „Чего они не знают“, архетипичный Swizz Beatz jam что входит в лучший дуэт когда-нибудь состряпал, это почти невозможно, чтобы не провозгласить возвращение собаки». Хаффингтон Пост с надписью DMX как мимо его премьер, а также заявил, что «производство по бесспорным является респектабельным с им знать наш час пришел, Ю. Р. Ротем, дам смазки и Tronzilla укладки дорожек, но их усилия не помогают общего качества. Удивительно, но самые приятные песни-это не хардкорные. Вместо этого это R&B-ароматизированные „Cold World“ и „No Love“.»
Рэп Радар назвал его пятым самым разочаровывающим альбомом 2012 года. Колтон С. из Theeversed заявил: «В целом, Undisputed, это замечательное усилие одного из самых уважаемых, важных и интересных исполнителей хип-хопа. Как бы странно это ни звучало, DMX здесь в лучшем виде, когда он немного сдерживается и раскрывается о своей личной борьбе. К сожалению, он делает это только на небольшой горстке треков. На протяжении всей остальной части проекта мы получаем несколько интересных, но технически несовершенных религиозных песен и несколько ошибочных попыток создать некоторые из высокоэнергетических партийных гимнов, которыми он прославился»

### Коммерческий успех
Альбом дебютировал под номером 19 на американском Billboard 200, продав 17 000 копий, и стал номером 2 в R&B/ Hip-Hop альбомах.

## Список композиций
| No.           | Title                                       | Writer(s)                                                                        | Producer(s)       | Length |
| ------------- | ------------------------------------------- | -------------------------------------------------------------------------------- | ----------------- | ------ |
| 1.            | «Lookin' Without Seein'» (Intro)            | Earl Simmons, Anthony Parrino                                                    | Elite             | 0:50   |
| 2.            | «What They Don’t Know»                      | Simmons, Kaseem Dean                                                             | Swizz Beatz       | 3:42   |
| 3.            | «Cold World» (featuring Andreena Mill)      | Simmons, Damon Blackman, Nick Zesses, Dino Fekaris                               | Dame Grease, Snaz | 4:04   |
| 4.            | «I Don’t Dance» (featuring MGK)             | Simmons, Richard Colson Baker, J.R. Rotem                                        | J.R. Rotem        | 3:27   |
| 5.            | «Sucka for Love» (featuring Dani Stevenson) | Simmons, Darius Harrison                                                         | Deezle            | 4:10   |
| 6.            | «I Get Scared» (featuring Rachel Taylor)    | Simmons, Blackman                                                                | Dame Grease       | 3:54   |
| 7.            | «Slippin' Again»                            | Simmons, Gertis Lamont McDowell                                                  | Bird              | 3:47   |
| 8.            | «Prayer» (Skit)                             | Simmons                                                                          | X                 | 1:42   |
| 9.            | «I’m Back»                                  | Simmons, Gertis Lamont McDowell, Leonard Caston Jr., Pamela Sawyer, Frank Wilson | Bird              | 2:33   |
| 10.           | «Have You Eva»                              | Simmons, Blackman, Barry Eastmond, Jolyon Skinner                                | Dame Grease       | 3:44   |
| 11.           | «Get Your Money Up»                         | Simmons                                                                          | Snaggs            | 2:21   |
| 12.           | «Head Up»                                   | Simmons, Maurice White                                                           | Tronzilla         | 4:31   |
| 13.           | «Frankenstein»                              | Simmons, Kannon Cross, Gregory Ford Jr.                                          | Caviar, G’Sparkz  | 2:34   |
| 14.           | «Ya’ll Don’t Really Know»                   | Simmons, Dean                                                                    | Swizz Beatz       | 2:38   |
| 15.           | «I Got Your Back» (featuring Kashmir)       | Simmons, Kannon Cross, Gregory Ford Jr.                                          | Caviar, G’Sparkz  | 3:15   |
| 16.           | «No Love» (featuring Andreena Mill)         | Simmons, Blackman, Barry White                                                   | Dame Grease, Snaz | 3:20   |
| 17.           | «Already»                                   | Simmons, Pat Gallo                                                               | Divine Bars       | 3:59   |
| Total length: | Total length:                               | Total length:                                                                    | Total length:     | 54:41  |

| No. | Title                      | Writer(s)          | Producer(s) | Length |
| --- | -------------------------- | ------------------ | ----------- | ------ |
| 18. | «Fire» (featuring Kashmir) | Simmons, Blackman  | Dame Grease | 3:13   |
| 19. | «Fuck U Bitch»             | Simmons            | Elite       | 2:59   |
| 20. | «Love That Bitch»          | Simmons, Pat Gallo | Divine Bars | 3:20   |